# レスケス
レスケス（古希: Λέσχης, Leschēs）あるいはレスケオス（古希: Λέσχεως, Lescheōs）は、半伝説的な初期ギリシアの叙事詩人である。レスケース、レスケオースとも表記される。現存しない叙事詩『小イリアス』の作者として知られる。

## 概要
一般的に受け入れられている伝統的な説によるとレスケスはレスボス島のピュラ（Pyrrha）の出身であり、紀元前660年頃に活躍した（他の人は約50年前に彼を置いている）。パウサニアスによればレスケスはアイスキュリノスの子。対してプロクロスは彼を「ミュティレネのレスケス」と呼んでいるので、あるいはミュティレネの出身かもしれない。全4巻と伝えられる『小イリアス』はトロイア戦争を描いた叙事詩環の1つであり、アキレウスの武具をめぐるテラモンの子のアイアスとオデュッセウスの争いから始まり、プロクロスの梗概によるとエペイオスが建造した木馬をトロイア人が城門の一部を壊して、市内に運び入れて勝利を祝うところまで、あるいはアリストテレスによるとトロイアの陥落まで歌っていた。またレスケスはゼウスとガニュメデスの関係に初めて言及し、ホメロスに反してガニュメデスは肉体の美しさによってさらわれたとした。ただし、古代の権威の中には『小イリアス』をスパルタのキナイトン、エリュトライのディオドロス、ポカイアのテストリデス、さらにはホメロスに帰する者までいる。パウサニアスはポリュグノトスがデルポイの会堂に描いたトロイア戦争の壁画を解説する際に、レスケスの作品について繰り返し言及している。その中でパウサニアスはテセウスの母アイトラについて歌った作品があったことについても言及している。